# Offachloritis dryanderensis
Offachloritis dryanderensis är en snäckart som först beskrevs av Cox 1872.  Offachloritis dryanderensis ingår i släktet Offachloritis och familjen Camaenidae. IUCN kategoriserar arten globalt som sårbar. Inga underarter finns listade i Catalogue of Life.